# Heterischnus rufobrunneus
Heterischnus rufobrunneus är en stekelart som först beskrevs av Berthoumieu 1898.  Heterischnus rufobrunneus ingår i släktet Heterischnus och familjen brokparasitsteklar. Inga underarter finns listade i Catalogue of Life.